# NGC 3185
NGC 3185 је спирална галаксија у сазвежђу Лав која се налази на NGC листи објеката дубоког неба.
Деклинација објекта је + 21° 41' 19" а ректасцензија 10h 17m 38,4s. Привидна величина (магнитуда) објекта NGC 3185 износи 12,0 а фотографска магнитуда 12,9. Налази се на удаљености од 21,3000 милиона парсека од Сунца. NGC 3185 је још познат и под ознакама UGC 5554, MCG 4-24-24, CGCG 123-34, HCG 44C, IRAS 10148+2156, PGC 30059.